# Valtónera
Valtónera (Valtonera) är en ort i Grekland.   Den ligger i prefekturen Nomós Florínis och regionen Västra Makedonien, i den norra delen av landet, 300 km nordväst om huvudstaden Aten. Valtónera ligger 597 meter över havet och antalet invånare är 232.
Terrängen runt Valtónera är varierad. Runt Valtónera är det ganska tätbefolkat, med 160 invånare per kvadratkilometer. Närmaste större samhälle är Ptolemaida, 15,6 km sydost om Valtónera. Trakten runt Valtónera består till största delen av jordbruksmark.